# Achaearanea pinguis
Achaearanea pinguis är en spindelart som först beskrevs av Eugen von Keyserling 1886.  Achaearanea pinguis ingår i släktet Achaearanea och familjen klotspindlar. Inga underarter finns listade i Catalogue of Life.